# Nebîliv, Rojneativ
Nebîliv (în ucraineană Небилів) este localitatea de reședință a comunei Nebîliv din raionul Rojneativ, regiunea Ivano-Frankivsk, Ucraina.

## Demografie
Componența lingvistică a localității Nebîliv
     Ucraineană (99,44%)
     Alte limbi (0,53%)
Conform recensământului din 2001, majoritatea populației localității Nebîliv era vorbitoare de ucraineană (99,44%), existând în minoritate și vorbitori de alte limbi.